# Acraga moribunda
Acraga moribunda is een vlinder uit de familie van de Dalceridae. De wetenschappelijke naam van de soort is voor het eerst geldig gepubliceerd in 1920 door Schaus.